# Оне ди Фонте
Оне ди Фонте је насеље у Италији у округу Тревизо, региону Венето.
Према процени из 2011. у насељу је живело 4009 становника. Насеље се налази на надморској висини од 103 м.